# Wassermühle Meyenburg

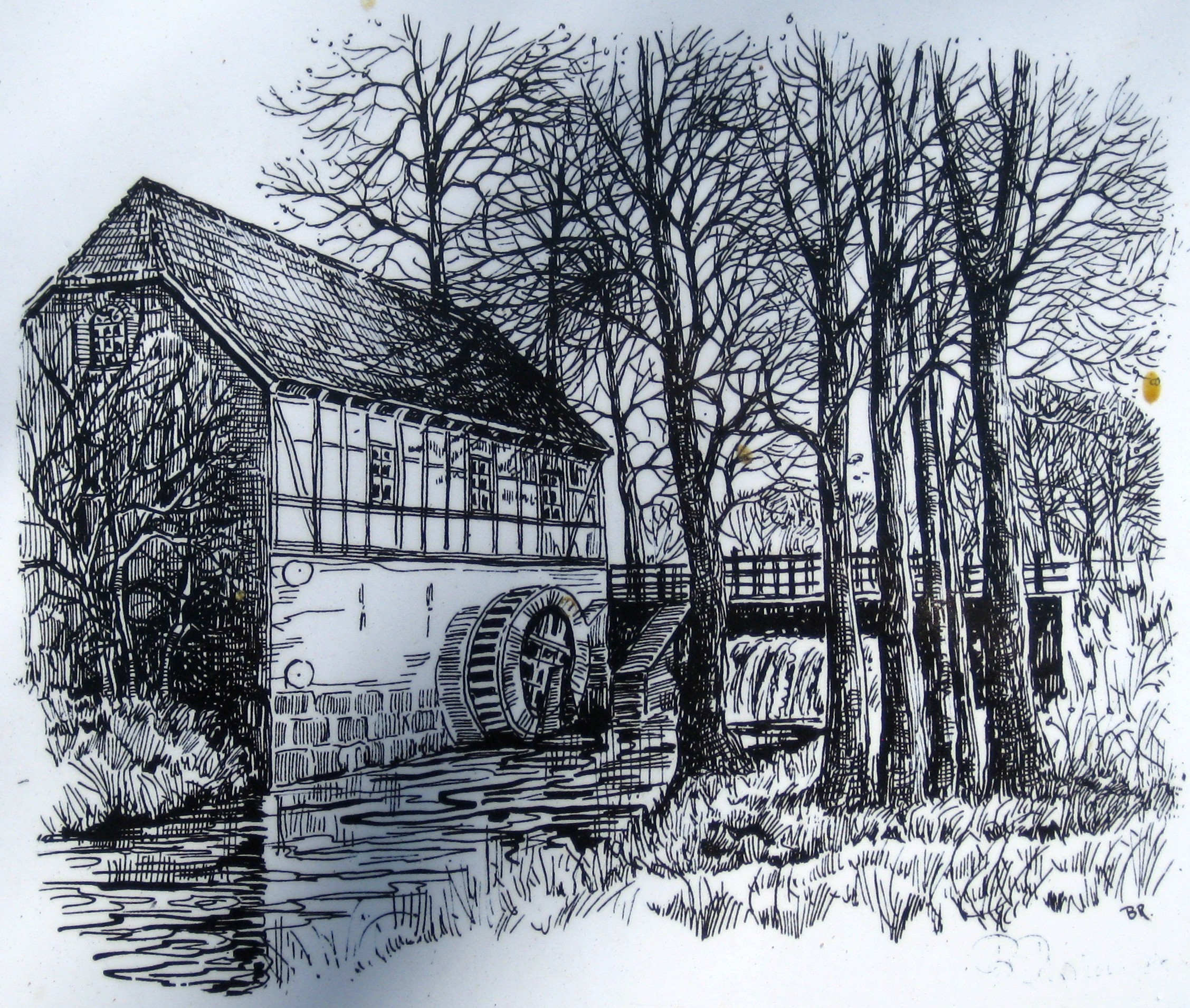
Wassermühle Meyenburg

Die Wassermühle Meyenburg am Meyenburger Mühlengraben in der niedersächsischen Gemeinde Schwanewede, Ortsteil Meyenburg, Mühlendamm 9, stammt aus der Mitte des 19. Jahrhunderts. Aktuell (2025) wird sie für Ausstellungen und kleine Veranstaltungen genutzt.
Das Gebäude steht unter Denkmalschutz (siehe auch Liste der Baudenkmale in Schwanewede).

## Geschichte und Beschreibung
Eine Wassermühle wurde Anfang des 14. Jahrhunderts von den Meyenburger Herren auf eigenem Grund und Boden mit großem Mühlenteich angelegt. Sie unterstand verschiedenen Adelsgeschlechtern aus der Region, darunter der ortsansässigen Familie von Wersebe. Sprott- und Sprengbeeke führten immer reichlich Wasser. Die Mühle verfügte über zwei Mehl- und zwei Graupengänge. 1856 wurde das alte Mühlengebäude abgerissen und eine neue Mühle errichtet.
Das eingeschossige giebelständige Gebäude in Fachwerk mit Steinausfachungen auf hohem Unterbau in Backsteinmauerwerk mit ziegelgedecktem Krüppelwalmdach wurde 1856 gebaut. Ein Stau an dem großen Mühlteich östlich der Mühle versorgt die Mühle.

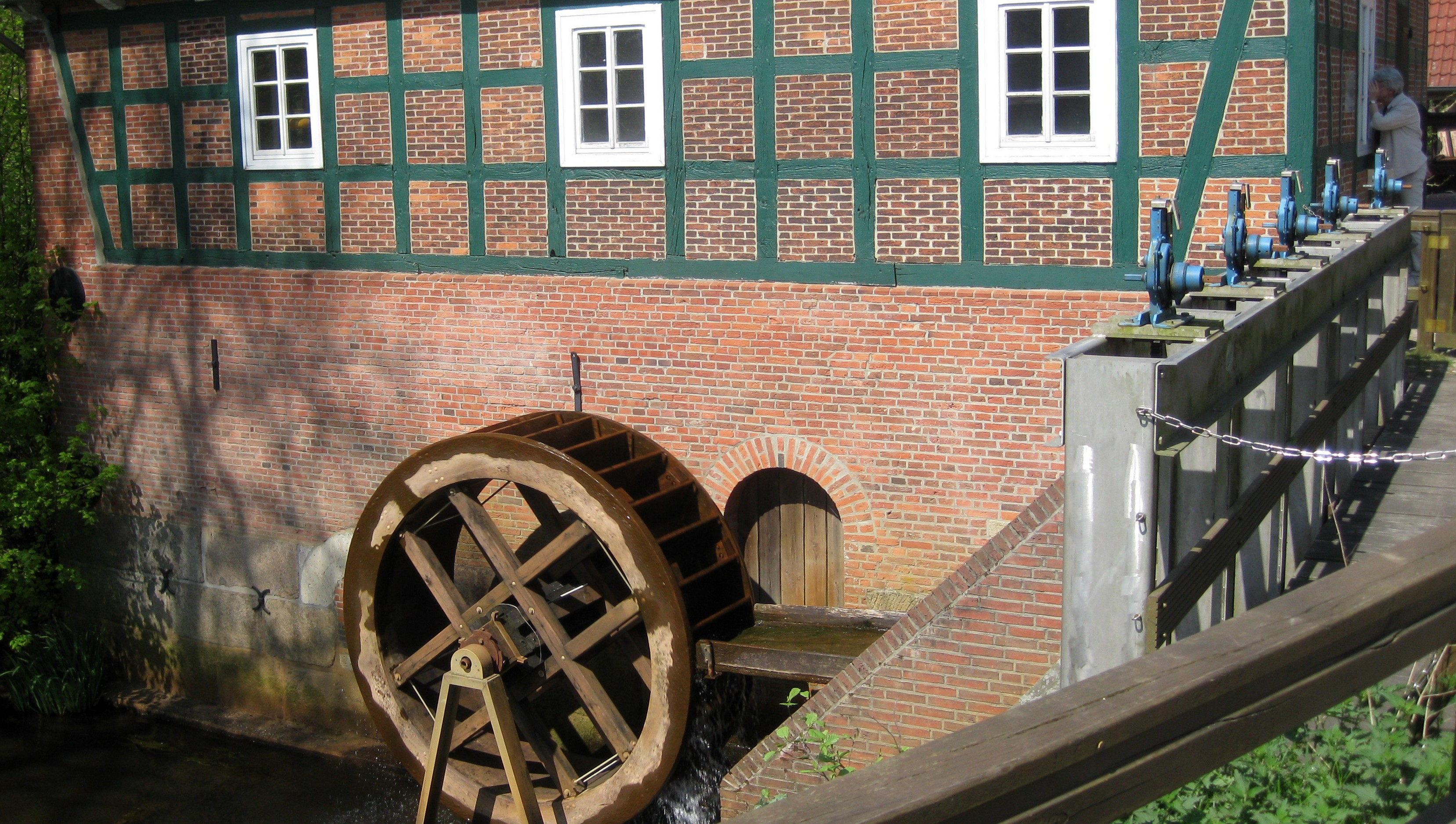
Wasserrad am Sockelgeschoss und Stau

1883 wurde das Wasserrad durch eine leistungsfähigere Turbine ersetzt. Mit einer neueren Turbine wurde von 1919 bis 1970 in Meyenburg gemahlen. Nach einem großen Schaden an der Turbinenwelle gab der letzte Müller Johann Iggena den Betrieb auf. Das Turbinenhaus wurde später vom Landkreis abgerissen. Ein großes Wasserrad wurde dekorativ wieder an der ursprünglichen Stelle angebracht. Die alte Technik der Mühle ist noch vollständig erhalten und voll funktionsfähig mit den Antriebswellen und den Mahlwerken sowie alle Transmissionen, Elevatoren, Korn- und Mehlmischer. Über das mittelschlächtige Wasserrad mit Wasserführung in Höhe der Mittelachse dreht sich das Rad und ein Kegelradgetriebe und ein Riemenvorgelege. Die Haupttransmissionswelle durch das ganze Mühlengebäude betreibt dann vier Mahlspindeln und so die Riemenantriebe für Korn- und Mehl-Elevatoren, Mehlmischer und Schälmaschine. Die Mühle wird für Ausstellungen und kleine Veranstaltungen genutzt.
Das Landesdenkmalamt befand u. a.: „… orts-, wirtschafts- und technikgeschichtlicher, gebäudetypischer, orts- und landschaftsbildprägender Zeugniswert …“